# Кирби, Дженнифер
Дженнифер Энн Кирби (англ. Jennifer Ann Kirby;  род. 18 августа 1988)  – английская    актриса кино, театра и ТВ. Наиболее известна своей ролью медсестры Валери Дайер в драме BBC One «Вызовите акушерку», к которой она присоединилась в шестом сезоне. Она также  является членом Королевской шекспировской компании.

## Биография

### Ранняя жизнь
Дженнифер  родилась в Милтон-Кинс 18 августа 1988 года. У неё есть младшая сестра   Элеонора, родившаяся пятью годами позднее. Их родители не имеют отношения к актёрской профессии. Мать – учитель, а отец – бизнесмен.
Кирби выросла в деревне Лонгдон, что в Вустерширe, и посещал школу для девочек    в Малверн-Хиллс.  Она решила стать актрисой в подростковом возрасте.   Дженнифер изучала английскую литературу и драму в Университете Восточной Англии, окончив его в 2010 году, а затем провела два года в Лондонской академии музыки и драматического искусств.

### Карьера
Первой крупной работой Кирби была роль Элизабет Беннет в «Гордости и предубеждении» в лондонском Театре под открытым небом «Риджентс-Парк», за которую она была номинирована как открытие года на церемонии вручения премии Evening Standard 2013 года и была внесена в шорт-лист    WhatsOnStage Awards 2014.
Её другие сценические достижения включают главные роли в мюзикле «Тедди», леди Перси в «Генрихе IV» и  Екатерина Валуа в  «Генрихe V».
Она дебютировала на телевидении в    классической медицинской теледраме BBC One «Холби Сити» в 2015 году, после чего присоединилась к актёрскому составу   шестого сезона сериала «Вызовите акушерку», премьера которого состоялась в 2017 году.